# Козін Яків Дмитрович
Яків Дмитрович Ко́зін (нар. 18 листопада 1896, Нижній Чир — пом. 18 лютого 1973, Сімферополь) — радянський геолог, фізикогеограф, мистецтвознавець, художник. Доктор геолого-мінералогічних з 1947 року і біологічних наук з 1956 року, професор з 1949 року. Член Спілки радянських художників України.

## Біографія
Народився 18 листопада (за іншими даними 28 жовтня) 1896 року в станиці Нижньо-Чирській Області Війська Донського Російської імперії (нині станиця Нижній Чир Суровікінського району Волгоградської області, Росія). 1914 року закінчив середню школу, після чого поступив до Казанського військового училища. Після випуску потрапив на Західний фронт. У 1917 році солдати обрали його членом полкового комітету та ад'ютантом полку. У 1918—1925 роках — заступник начальника, а потім начальник штабу Реввійськради Астрахансько-Прикаспійського краю. У 1925 році був демобілізований і став співробітником «Азнафти» в Баку.
1928 року закінчив історико-філологічний факультет Азейбарджанського університету в Баку; у 1932 році — Азербайджанський індустріальний інститут; у 1935 році — аспірантуру цього ж інституту. Упродовж 1935—1941 років обіймав посади заступника декана, декана геолого-розвідувального факультетуту Азербайджанського індустріального інституту. 1937 року захистив кандидатську дисертацію на тему геології Кавказу.
З 1941 року — у системі Академії наук СРСР: у 1941—1946 роках — вчений секретар Азербайджанської філії у Баку. У роки німецько-радянської війни продовжував дослідження нафтоносних площ Азербайджанської РСР, готував кадри фахівців-геологів.
У 1947—1950 роках — заступник директора Кримської бази АН СРСР, у 1950—1954 роках — заступник, у 1954—1956 роках — голова Президії Кримської філії АН СРСР. Одночасно протягом 1950—1973 років — професор кафедр фізичної географії та загального ґрунтознавства Кримського педагогічного інституту у Сімферополі.
Був членом КПРС. Обирався депутатом Кримської обласної ради III (1953—1955) і IV (1955—1957) скликань, депутатом Сімферопольської міської ради. Був головою президії Кримського товариства «Знання», член обласного комітету захисту миру, дійсним членом Географічного товариства СРСР, керівником першого підрозділу Академії наук СРСР у Криму, відповідальнии редактором журналу «Праці Кримської філії АН СРСР». У 1963—1973 роках — перший президент Малої Академії наук школярів Криму «Шукач».
Жив у Сімферополі, в будинку на бульварі Івана Франка, № 12, квартира № 13. Помер у Сімферополі 18 лютого 1973 року.

## Наукова діяльність
Наукові дослідження присвячені палеогеографії Каспійського і Чорного морів, мінеральним ресурсам Криму. Здійснював прогнозування родовищ нафти південних регіонів СРСР. Автор праць:
- «Геологическое прошлое Крыма» (Москва, 1954);
- «Богатства крымских недр» (Сімферополь, 1956);
- «Орографическая схема Крыма» (Сімферополь, 1961; у співавторстві).

## Творчість
Працював в галузі мистецтвознавства, художньої критики та акварельного живопису (ствоював пейзажі). Автор картин:
- «У горах Старого Криму» (1954);
- «Краєвид із південного перевалу на Карадаг» (1955).

Автор праць:
- «Розписи хат Катеринославської губернії» (Баку, 1926);
- «Народный художник Азербайджана Азимзаде Азим» (Баку, 1939);
- «Співець Криму» (Сімферополь, 1949);

Друкував статті в періодичній пресі та доповіді.
Брав участь у виставках: міських — з 1918 року, обласних — з 1966 року. Персональна виставка відбулася у Баку у 1930 році, Сімферополі у 1969 і 1970 роках.
Окремі роботи зберігаються в Алупкинському палаці-музеї, Астраханській картинній галереї, Азербарджанському художньому музеї.

## Нагороди
Нагороджений орденами Трудового Червоного Прапора і Червоної Зірки.

## Вшанування
У 1996 році, у зв'язку зі 100-річним ювілеєм від дня народження Якова Козіна, за клопотанням кримських географів, Карстова комісія Кримської Академії наук ухвалила рішення назавжди увічнити ім'я вченого на карті Криму, назвавши його ім'ям карстову порожнину — печеру Карабійську-II, відкриту та досліджену Комплексною карстовою експедицією АН УРСР у 1963 році під керівництвом Віктора Дублянського на яйлі Карабі.